# Семюел Б. Фей
Семюел Б. Фей (англ. Samuel B. Fay; 29 травня 1834, Нью-Йорк, Нью-Йорк (штат), США — 7 грудня 1914, Гуд-Рівер (округ, Орегон), Орегон, США) — відомий винахідник, автор першого патенту скріпки.

## Винаходи
Перший патент на гнуту дротяну скріпку для паперів був отриманий у Сполучених Штатах Семюелем Б. Феєм у 1867 році. Спочатку ця скріпка була призначена в основному для прикріплення квитків до тканини, хоча в патенті визнавалося, що її можна використовувати для скріплення паперів. 23 квітня 1867 року Фей отримав патент США номер 64,088. Незважаючи на функціональність і практичність, конструкція Фея разом із 50 іншими конструкціями, запатентованими їм до 1899 року, не вважається нагадуванням сучасної конструкції скріпки, відомої сьогодні.
1. ↑  Samuel B. Fay - Famous Inventor (англійською) . Процитовано 2023.01.07.
2. ↑  FAY, SAMUEL B. (23 квітня 1867). TICKET FASTENER [ЗАСТІБКА ДЛЯ ЯРЛИКІВ] (PDF). patentimages.storage.googleapis.com (англійською) . United States Patent Office. Процитовано 2023.01.07.